# Hanna Kanapatskaya
Hanna Anatolyeuna Kanapatskaya (em bielorrusso:  Ганна Анатольеўна Канапацкая) ou Anna Anatolyevna Kanopatskaya (em russo:  А́нна Анато́льевна Канопа́цкая) (nascida a 29 de outubro de 1976) é uma política bielorrussa, ex-deputada, advogada, empresária e candidata nas eleições presidenciais bielorrussas de 2020. Ex-deputada parlamentar, representou o Partido Cívico Unido da Bielorrússia de 1995 a 2019 e serviu como parlamentar de 2016 a 2019. Ela é conhecida pela sua campanha política em chamar a Bielorrússia para ser libertada da interferência russa.

## Carreira política
Ela disputou as eleições parlamentares bielorrussas de 2016 representando o Partido Cívico Unido e foi eleita deputada da Câmara dos Representantes. Ela ganhou um assento pelo 97.º distrito eleitoral no distrito de Kastryjčnickaja, de Minsk, e foi eleita para a câmara baixa da Assembleia Nacional da Bielorrússia como apenas um dos dois únicos candidatos da oposição, juntamente com Alena Anisim. A instância também fez com que ela e outro candidato independente fossem os primeiros deputados da oposição representados no parlamento da Bielorrússia desde 2004.
Ela renunciou ao cargo de deputada parlamentar em 2019 após um desentendimento com o Partido Cívico Unido após as eleições parlamentares bielorrussas de 2019, onde o partido não conseguiu nenhum assento.

### Eleição presidencial de 2020
No dia 20 de maio de 2020 ela autonomeou-se como candidata independente, pois decidiu candidatar-se como independente após uma disputa com o Partido Cívico Unido em 2019. Ela também tentou inicialmente tornar-se na principal candidata da oposição, mas a sua reivindicação foi rejeitada. Ela solicitou o registo a 12 de maio de 2020.
A 10 de junho de 2020 ela alegou que havia recebido um total de 100 000 assinaturas como submissões à Comissão Eleitoral Central da Bielorrússia e tornou-se na quarta candidata a receber 100 000 assinaturas e, eventualmente, tornou-se elegível para concorrer na eleição. Ela também recusou-se a participar em debates na televisão antes das eleições e, durante uma entrevista em julho de 2020, afirmou que, além do presidente Alexander Lukashenko, outros candidatos eram relativamente fracos e insistiram que Lukashenko é o único grande rival. Ela também revelou que decidiu concorrer à presidência alegando que o povo da Bielorrússia perdeu a confiança no governo do ditador Lukashenko que durava há 26 anos.
A 10 de agosto de 2020 os resultados das eleições foram divulgados e Hanna conquistou o terceiro lugar entre os candidatos com uma contagem total de votos válidos de 1,68%.